# Sellier & Bellot

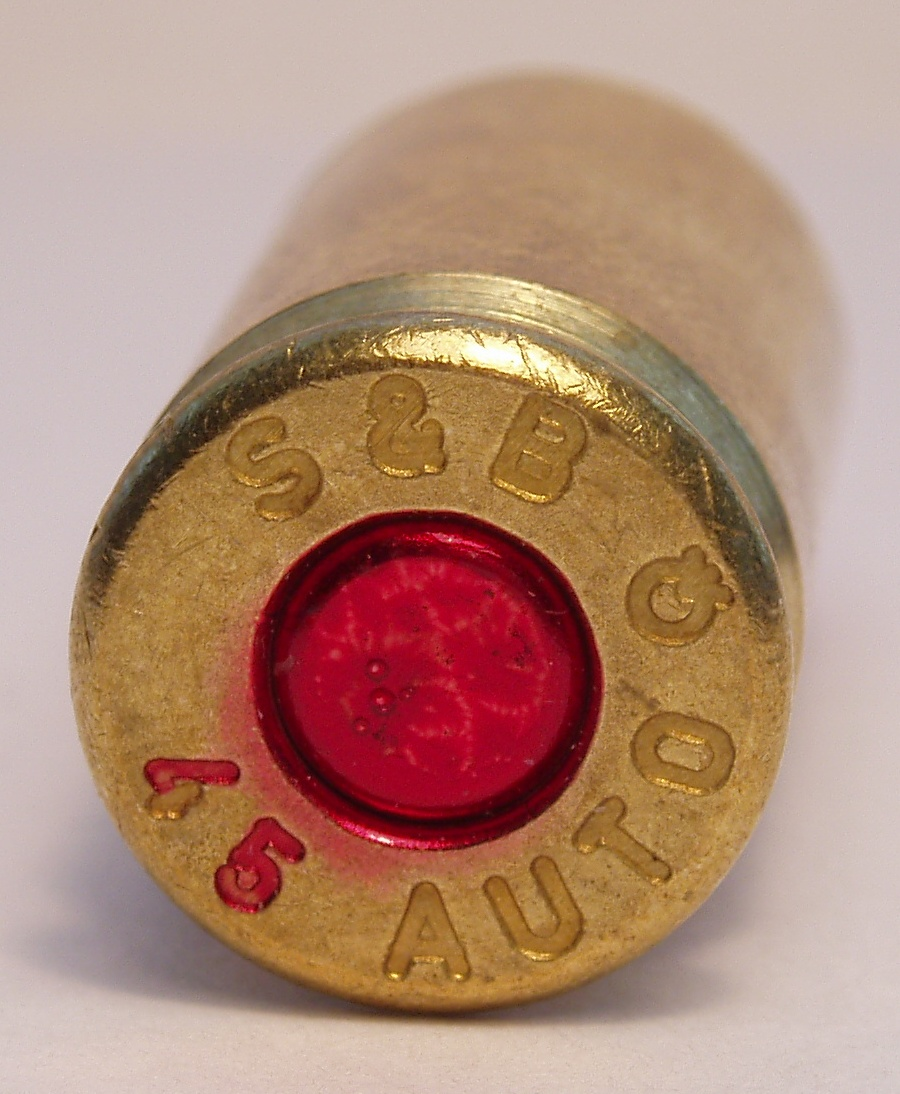
Маркування на набої виробництва Sellier & Bellot

Sellier & Bellot — компанія-виробник боєприпасів вогнепальної зброї, розташована у Чехії в місті Влашім.

## Заснування
Компанія Sellier & Bellot була заснована 5 серпня 1825 року німецьким бізнесменом французького походження на ім'я Луї Селльє. Його сім'я підтримувала монархістів під час Французької революції та змушені були тікати з Франції. Луї Селльє почав виробництво ударних капсулів для вогнепальної зброї на заводі у Празі, Богемія за запитом австрійського імператора Франца I. Скоро до Селльє приєднався співвітчизник Жан Марія Ніколаус Белло, за керівництва якого компанія почала набирати обертів.

## Україна
У липні 2024 року стало відомо про угоду між Sellier & Bellot та Укроборонсервісом, за якою в Україні має бути збудований патронний завод.